# Phosphole
Le phosphole est un composé hétérocyclique insaturé à cinq chaînon comportant du phosphore. Sa formule brute est C4H5P. Il s'agit d'un cycle de cinq atomes, quatre de carbone, et un de phosphore, comportant deux double liaisons. C'est l'équivalent phosphoré du pyrrole, et il appartient donc à la classe des métalloles. Son caractère aromatique est très faible. En effet, l'atome de phosphore est pyramidal et son doublet libre a un très fort caractère s.
Par extension, on appelle « phospholes » les dérivé du phosphole.
Le premier phosphole, un triphénylphosphole a été publié en 1953 et la synthèse du phosphole lui-même, n'a été décrite qu'en 1987.

## Synthèse
La voie usuelle de synthèse des phospholes est via une réaction de McCormack qui consiste en l'addition d'un 1,3-diène sur un chlorure phosphoneux suivi par une déshydrohalogénation. Les phénylphospholes peuvent être préparés via des zirconacyclopentadiènes réagissant avec PhPCl2.